# セントロフェノキシン
セントロフェノキシン(centrophenoxine)は、ルシドリル（ルシッドリル Lucidril）、
またはメクロフェノキサート(Meclofenoxate)としても知られ、老人性痴呆症やアルツハイマー型認知症の治療薬である。
セントロフェノキシンは、ジメチルアミノエタノール(DMAE)とパラクロロフェノキシ酢酸(PCPA)のエステル化合物である。
DMAEは自然界に存在する物質で、特に魚類に含まれる。
pCPAは、オーキシンと呼ばれる植物ホルモンに似た合成物質である。
高齢の患者に関しては、記憶を改善し、精神を刺激する作用を持ち、認識一般を改善することが、医学的に示されている。
セントロフェノキシンはまた、細胞膜のリン脂質を増やす。
スマートドラッグとして、たとえばピラセタムといった、ラセタム系の薬物とよく一緒に使われる。

## 副作用および 禁忌
セントロフェノキシンは一般的には安全であると考えられている。
しかしながら、吐き気や軽いめまいといった副作用が起きることもある。
重篤な高血圧や、てんかんといった痙攣性疾患をもつ人は、セントロフェノキシンの利用を避けるべきである。

## 参考
1. ↑  Marcer, D; Hopkins, SM (1977). “The differential effects of meclofenoxate on memory loss in the elderly”. Age and ageing 6 (2):  123–31. doi:10.1093/ageing/6.2.123. PMID 329662.
2. ↑  Centrophenoxine Page @ The American Academy of Anti-Aging Medicine